# El Acebrón
El Acebrón é um município da Espanha, na província de Cuenca, comunidade autônoma de Castela-Mancha. Tem 22,11 km² de área e em 2021 tinha 227 habitantes (densidade: 10,3 hab./km²). Limita com os municípios de Tarancón,
Villarrubio, Torrubia del Campo, Horcajo de Santiago e Fuente de Pedro Naharro.